# DATS
DATS為日本樂團，於2013年6月組成，並連續兩年參加SUMMER SONIC，音樂創作以影像、時尚、文學（英日語）等多樣性題材作為創作契機活動中。而DATS所致力於創作「將LiveHouse化作DanceHouse」的音樂，將POP Ｍusic容易熟記的曲風作為基底，企圖帶給聽眾不同的感受。
其中主唱Ｍonjoe與鼓手Kazuya另有組成以混音及節奏樂器為主的團體NNULL時常與饒舌樂手莊子it一起活動。

## 樂團經歷
2013時為UK Project唱片公司所屬，然至2015唱片合約到期，2017年移籍LUCKY TAPES所屬唱片公司Rallye Label，並發行第一張單曲「Ｍobile」，同年發行第一張專輯「Application」，2018年2月於涉谷ＷＷＷ舉辦首次Oneman Tour，宣布主流出道，而將於6月發行新專輯「Digital Analog Translation System」，主唱杉本亘則表示主流出道的目標為站上日本武道館。
DATS最初的團員分別為杉本亘（主唱、吉他、混音）、清水旺（貝斯、和聲，於2015年以就職為由脫退，現為Frendsip團員）、早川知煇（吉他、貝斯、和聲、打擊樂）、嵐山響（爵士鼓、和聲，於2015年以進修為由脫退）。2018年八月31日貝斯手伊原卓哉因家庭因素脱退，由吉田巧加入擔任吉他手，早川則擔任貝斯手。

### 成員
杉本亘（SUGIMOTO WATARU)
- 主唱，吉他，混音編曲

- 暱稱Monjoe，由來為小學時剛轉學到班上，被班級裡的老大等級的人所命名，至此之後就一直使用這個暱稱。偶爾會以MONJOE作為DJ活動時的稱號。

- 於洛杉磯出身，小學時曾短暫居住維吉尼亞洲，也曾在洛杉磯居住，因此DATS的音樂多以英文歌詞創作。

- 慶應大學畢業，於大學時結識貝斯手伊原卓哉。

- 中學三年級時，受Nirvana「Smells Like Teen Spirit」MV衝擊，而決定成為搖滾樂手，並開始學習吉他，高中時期曾組Nirvana的Cover Band，並接觸另類搖滾，受Radiohead影響，開始對電子樂產生興趣，並嘗試作曲。

- 與大井、早川為兒時玩伴

- 同時為yahyel樂團的吉他手

- 喜歡吃Pizza以及Goldfish餅乾

- 害怕坐飛機，總是要握著大井的手才會緩解緊張的情緒

伊原卓哉（脫退）（IHARA TAKUYA)
- Bass，原為吉他，但加入DATS後，發現演奏風格偏向Bass而與原Bass手早川協調對調。

- 暱稱TAKUYA

- 愛知縣出生，大學時上京，於慶應大學結識杉本。

- 國高中時曾經組過樂團，上大學後暫時停擺，心中一直有所遺憾。

- 因ORANGERANGE影響開始玩團，中學時喜歡上Hi-Standard，本來想當貝斯兼主唱，但後來放棄改玩吉他，高中時接觸Loudrock、Punk、Screamo等不同類型的音樂。

- 最喜歡的日本樂團是FACT。

- 最喜歡的國家是越南。

- 多半站右舞台，在特定幾首曲目中負責打鼓。

早川知煇（HAYAKAWA)
- Guitar，有時候負責打擊樂器。

- 暱稱はやぴー

- 東京人

- 同時為Odol樂團的吉他手

- 中學時聽了ELLEGARDENの1st Al覺得很帥，高中時父親買了一把Bass而開始玩團

- 喜歡吃麵，各種麵

- 多半站杉本後方，偏上舞台的位置

大井一彌(OOI KAZUYA)
- 鼓手

- 暱稱KAZUYA，因為名字「一彌」很難寫而被Takuya唸成KAZU MAYU

- 同時為yahyel樂團的鼓手

- 神奈川出身

- 從小立志成為桌球選手，到了國中才轉換跑道開始打鼓。

- 樂團經歷：ラムチョップス、PARADE、The Lerners、yahyel、LADBREAKS、NNULL

- 高中時聚集了喜歡復古音樂的朋友組了The Who的coverband，而高中時期組成的樂團The Lerners於全國樂團競賽中（YHMF2010年）獲得優勝，並發行第一張專輯「素晴らしい」，他認為當時的自己變得很驕傲，考上了音大後，決定成為專業音樂人，並對於樂團感到不屑一顧，直到加入DATS他才漸漸對於樂團改觀。

- 喜歡吃義大利麵，過去曾在義大利餐廳打工，而有一週吃八次義大利麵的紀錄。

- 最喜歡的義大利麵是ペペロンチーノ

- 喜歡世界音樂，曾經和Monjoe一起彈奏神秘的樂器而在樂器行待上兩個小時

- 喜歡的漫畫是ドロヘトロ

- 演出多半在左舞台，偶爾會有跟觀眾互動的鼓譜，此時會站至中央

- 簽名特色為眼睛

## 樂團趣聞
早川、Monjoe、大井三人於高中時分屬不同樂團，但因在同一大岡山的Peak 1 Livehouse演奏而結識。2013年時早川與Monjoe錄製了DATS最初的DEMO，而當時大井是以樂迷的身俸到現場觀賞演出，Monjoe正巧在尋找鼓手，而有一次他在電車上聽The Chemical Brothers的「Block Rockin' Beats」時，想起了大井這位鼓手，於是傳Line詢問他是否有意願加入，據大井描述當時的心情是欣喜若狂，似乎到現在還留著那個訊息。
Monjoe於慶應大學認識Takuya，而一開始邀約Takuya加入時，他因為剛上京仍有許多事情想體驗而婉拒，後來剛好貝斯手脫退而順勢加入了。

## 唱片
| 唱片名稱               | 發行時間   | 隸屬公司     | 曲目 |
| ---------------------- | ---------- | ------------ | --- |
| 「DIVE」(Album)        | 2015.06.03 | U.K PROJECT  | 01. Some Boy 02.Candy Girl 03.Goodbye 04.Six Feet Under |
| 「FRAGMENT」(Album)    | 2016.02.10 | U.K PROJECT  | 01.North 02.Painting 03.Cool Wind 04.Where Is My Jane |
| 「Mobile」（Single)    | 2017.03.08 | Rallye Label | 01.Mobile |
| 「Application」(Album) | 2017.07.07 | Rallye Label | 01.Netflicks 02.Fliter 03.Mobile 04.Health 05.Amazon 06.Queen 07.Tinnder 08.Patagonia 09.Jane |
| 「Message」(EP/CD+DVD) | 2018.02.10 | Rallye Label | [CD] 01.Heart 02.Message 03.Heart-mabanua remix- [DVD] 01.Amazon 02.Tinnder 03.Mobile 04.Netflicks 05.Health 06.Cool Wind 07.Some Boy 08.Queen 09.Filter 10.Session 11.Patagonia 12.Run 13.Candy Girl 14.Heart 15.Jane 16.Message |

## 外部連結
- 官方网站
- DATS的X（前Twitter）